# Makurdi
Makurdi est la capitale de l'État de Benue, au Nigeria.